# Đèo Angarskyi
Đèo Angarskyi (tiếng Ukraina: Ангарський перевал; tiếng Nga: Ангарский перевал; tiếng Tatar Krym: Anğara boğazı) là một con đèo trên dãy núi Krym thuộc bán đảo Krym, miền nam Ukraina. Đèo nằm tại điểm cao nhất của tuyến đường Simferopol–Alushta, cao 752 m so với mặt biển. Đèo được đặt tên theo tên của dòng sông Angara, một phụ lưu của sông Salhir.
Vào thời Trung Cổ, chỉ có một con đường nhỏ bé đi qua đèo này. Từ năm 1824 đến 1826, những người mở đường của Đế quốc Nga đã xây một tuyến đường đi qua đèo. Con đường ấy được mở rộng hai lần, lần lượt vào những năm 1935 và 1959. Ngày nay, trên tuyến đường qua đèo có một trạm kiểm tra ô tô của chính phủ, một trạm kiểm soát và một trạm dừng xe điện bánh hơi.
Đèo Angarskyi là địa điểm nghỉ dưỡng mùa đông nổi tiếng của Krym. Trượt tuyết là môn thể thao được ưa chuộng trong mùa đông. Môn chạy định hướng cũng phổ biến ở vùng lân cận đèo.